# William Stevenson (Songwriter)

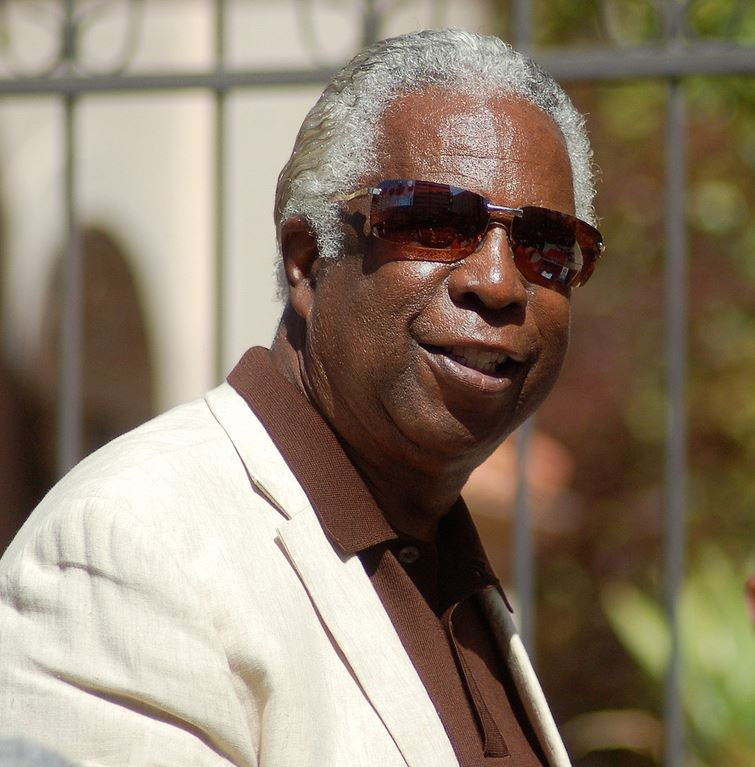
William Stevenson (2013)

William „Mickey“ Stevenson (* 4. Januar 1937 in Detroit, Michigan, USA) ist ein US-amerikanischer Songwriter und Musikproduzent, der vor allem bei Motown in den Anfangsjahren des Unternehmens 1959 bis 1967 erfolgreich war. Er gilt als einer der Hauptarchitekten des Motown-Sounds.

## Biografie
William Stevenson wurde 1937 in Detroit geboren. Nachdem er seine jungen Jahre damit verbracht hatte, Doowop- und Gospelmusik aufzunehmen, kam er 1959 zum neugegründeten Musiklabel Tamla-Motown. Er war dort Leiter der A&R-Abteilung während der „glorreichen“ Jahre des Unternehmens Mitte der 1960er Jahre, als Künstler wie die Supremes, Marvin Gaye, die Temptations, Four Tops, Stevie Wonder und Martha & the Vandellas in den Vordergrund traten. Stevenson war auch für die Organisation und Gründung der hauseigenen Studioband des Unternehmens verantwortlich, die später als The Funk Brothers bekannt wurde.
Stevenson schrieb und produzierte viele Hits für Motown, einige davon zusammen mit Ivy Jo Hunter. Zu seinen größten Erfolgen gehören Dancing in the Street, das er gemeinsam mit Hunter und Marvin Gaye schrieb; It Takes Two (Gaye und Kim Weston), Ask the Lonely für die Four Tops, My Baby Loves Me (Martha & the Vandellas) und Gayes ersten Hit Stubborn Kind of Fellow. Außerdem schrieb er 1964 mit Shorty Long Devil with a Blue Dress On, das 1966 ein Hit für Mitch Ryder und die Detroit Wheels wurde.
Nachdem er Motown 1969 verlassen hatte, arbeitete Stevenson für Venture Records und gründete das Label People Records. Er war an der Produktion vieler Bühnenmusicals beteiligt, darunter Swann, Showgirls, Wings and Things, The Gospel Truth, TKO, Chocolate City und Sang, Sista, Sang.
2015 veröffentlichte Stevenson seine Autobiografie The A&R Man. 2022 wurde William „Mickey“ Stevenson als „einer der Hauptarchitekten des Motown-Sounds“ in die Songwriters Hall of Fame aufgenommen.